# Førstegradspolynomium
|  | Sammenskrivningsforslag Artiklerne Linjens ligning, Førstegradspolynomium er foreslået sammenskrevet. (Siden maj 2019) Diskutér forslaget |

Et førstegradspolynomium er et polynomium af 1. grad. Det er det simpleste polynomium, der findes indenfor matematikken og har forskriften:
{\displaystyle P_{1}(x)=ax+b\,},
hvor {\displaystyle P_{1}(x)} er en funktion af den uafhængige variabel {\displaystyle x}, og {\displaystyle a} og {\displaystyle b} er reelle konstanter

## Førstegradsligning
En ligning af første grad er på formen
{\displaystyle ax+b=0\,},
og vil altid have løsningen givet ved
{\displaystyle x={\frac {-b}{a}}}

## Eksempler på førstegradspolynomier

### Eksempel 1
Ligningen {\displaystyle x+2=3}, hvor {\displaystyle a=1} og {\displaystyle b=2} har løsningen:
{\displaystyle x+2=3\quad \Leftrightarrow \quad x-1=0\quad \Leftrightarrow \quad x=1}

### Eksempel 2
Ligningen {\displaystyle 3x-122=0}, hvor {\displaystyle a=3} og {\displaystyle b=-122} har løsningen:
{\displaystyle 3x-122=0\quad \Leftrightarrow \quad x={\frac {122}{3}}\approx 40,67}